# Olympische Sommerspiele 2024/Taekwondo
Bei den Olympischen Spielen 2024 in Paris wurden vom 7. bis 10. August 2024 im Grand Palais in Paris insgesamt acht Wettbewerbe (vier pro Geschlecht) im Taekwondo ausgetragen. Organisiert wurden die Wettbewerbe vom Taekwondo-Verband World Taekwondo.

## Zeitplan
| Wettbewerbe              | August | August | August | August |
| Frauen                   | 07.    | 08.    | 09.    | 10.    |
| ------------------------ | ------ | ------ | ------ | ------ |
| Fliegengewicht bis 49 kg |        |        |        |        |
| Leichtgewicht bis 57 kg  |        |        |        |        |
| Mittelgewicht bis 67 kg  |        |        |        |        |
| Schwergewicht über 67 kg |        |        |        |        |
| Männer                   | 07.    | 08.    | 09.    | 10.    |
| Fliegengewicht bis 58 kg |        |        |        |        |
| Leichtgewicht bis 68 kg  |        |        |        |        |
| Mittelgewicht bis 80 kg  |        |        |        |        |
| Schwergewicht über 80 kg |        |        |        |        |

|  | Medaillenentscheidung |

## Bilanz

### Medaillenspiegel
| Platz  | Land               | Gold | Silber | Bronze | Gesamt |
| ------ | ------------------ | ---- | ------ | ------ | ------ |
| 1      | Südkorea           | 2    | –      | 1      | 3      |
| 2      | Iran               | 1    | 2      | 1      | 4      |
| 3      | Usbekistan         | 1    | 1      | –      | 2      |
| 4      | Frankreich         | 1    | –      | 1      | 2      |
| 4      | Tunesien           | 1    | –      | 1      | 2      |
| 6      | Thailand           | 1    | –      | –      | 1      |
| 6      | Ungarn             | 1    | –      | –      | 1      |
| 8      | China              | –    | 1      | 1      | 2      |
| 9      | Aserbaidschan      | –    | 1      | –      | 1      |
| 9      | Großbritannien     | –    | 1      | –      | 1      |
| 9      | Jordanien          | –    | 1      | –      | 1      |
| 9      | Serbien            | –    | 1      | –      | 1      |
| 13     | Belgien            | –    | –      | 1      | 1      |
| 13     | Brasilien          | –    | –      | 1      | 1      |
| 13     | Bulgarien          | –    | –      | 1      | 1      |
| 13     | Dänemark           | –    | –      | 1      | 1      |
| 13     | Elfenbeinküste     | –    | –      | 1      | 1      |
| 13     | Italien            | –    | –      | 1      | 1      |
| 13     | Kanada             | –    | –      | 1      | 1      |
| 13     | Kroatien           | –    | –      | 1      | 1      |
| 13     | Kuba               | –    | –      | 1      | 1      |
| 13     | Türkei             | –    | –      | 1      | 1      |
| 13     | Vereinigte Staaten | –    | –      | 1      | 1      |
| Gesamt | Gesamt             | 8    | 8      | 16     | 32     |

### Medaillengewinner
Männer
| Disziplin                  | Gold                    | Silber                   | Bronze                                           |
| -------------------------- | ----------------------- | ------------------------ | ------------------------------------------------ |
| Fliegengewicht (bis 58 kg) | Park Tae-joon (KOR)     | Gashim Magomedov (AZE)   | Cyrian Ravet (FRA) Mohamed Khalil Jendoubi (TUN) |
| Federgewicht (bis 68 kg)   | Ulugʻbek Rashitov (UZB) | Zaid Kareem (JOR)        | Liang Yushuai (CHN) Edival Pontes (BRA)          |
| Mittelgewicht (bis 80 kg)  | Firas Katoussi (TUN)    | Mehran Barkhordari (IRI) | Simone Alessio (ITA) Edi Hrnic (DEN)             |
| Schwergewicht (über 80 kg) | Arian Salimi (IRI)      | Caden Cunningham (GBR)   | Rafael Alba (CUB) Cheick Sallah Cissé (CIV)      |

Frauen
| Disziplin                  | Gold                         | Silber                   | Bronze                                       |
| -------------------------- | ---------------------------- | ------------------------ | -------------------------------------------- |
| Fliegengewicht (bis 49 kg) | Panipak Wongpattanakit (THA) | Guo Qing (CHN)           | Mobina Nematzadeh (IRI) Lena Stojković (CRO) |
| Federgewicht (bis 57 kg)   | Kim Yu-jin (KOR)             | Nahid Kiani (IRI)        | Skylar Park (CAN) Kimia Alisadeh (BUL)       |
| Mittelgewicht (bis 67 kg)  | Viviana Márton (HUN)         | Aleksandra Perišić (SRB) | Kristina Teachout (USA) Sarah Chaâri (BEL)   |
| Schwergewicht (über 67 kg) | Althéa Laurin (FRA)          | Svetlana Osipova (UZB)   | Lee Da-bin (KOR) Nafia Kuş (TUR)             |

## Ergebnisse

### Männer

#### Fliegengewicht (bis 58 kg)
| Platz | Land | Athlet                  |
| ----- | ---- | ----------------------- |
| 1     | KOR  | Park Tae-joon           |
| 2     | AZE  | Gashim Magomedov        |
| 3     | TUN  | Mohamed Khalil Jendoubi |
| 3     | FRA  | Cyrian Ravet            |
| 5     | ITA  | Vito Dell’Aquila        |
| 5     | ESP  | Adrián Vicente          |
| 7     | VEN  | Yohandri Granado        |
| 7     | IRL  | Jack Woolley            |

#### Federgewicht (bis 68 kg)
| Platz | Land | Athlet            |
| ----- | ---- | ----------------- |
| 1     | UZB  | Ulugʻbek Rashitov |
| 2     | JOR  | Zaid Kareem       |
| 3     | CHN  | Liang Yushuai     |
| 3     | BRA  | Edival Pontes     |
| 5     | GBR  | Bradly Sinden     |
| 5     | ESP  | Javier Pérez      |
| 7     | HKG  | Lo Wai Fung       |
| 7     | TUR  | Hakan Reçber      |

#### Mittelgewicht (bis 80 kg)
| Platz | Land | Athlet             |
| ----- | ---- | ------------------ |
| 1     | TUN  | Firas Katoussi     |
| 2     | IRI  | Mehran Barkhordari |
| 3     | ITA  | Simone Alessio     |
| 3     | DEN  | Edi Hrnic          |
| 5     | USA  | Carl Nickolas      |
| 5     | KOR  | Seo Geon-woo       |
| 7     | UZB  | Jasurbek Jaysunov  |
| 7     | AUS  | Leon Sejranovic    |

#### Schwergewicht (über 80 kg)
| Platz | Land | Athlet                |
| ----- | ---- | --------------------- |
| 1     | IRI  | Arian Salimi          |
| 2     | GBR  | Caden Cunningham      |
| 3     | CUB  | Rafael Alba           |
| 3     | CIV  | Cheick Sallah Cissé   |
| 5     | CRO  | Ivan Šapina           |
| 5     | MEX  | Carlos Sansores       |
| 7     | NIG  | Abdoul Razak Issoufou |
| 7     | UZB  | Nikita Rafalovich     |

### Frauen

#### Fliegengewicht (bis 49 kg)
| Platz | Land | Athletin               |
| ----- | ---- | ---------------------- |
| 1     | THA  | Panipak Wongpattanakit |
| 2     | CHN  | Guo Qing               |
| 3     | IRI  | Mobina Nematzadeh      |
| 3     | CRO  | Lena Stojković         |
| 5     | TUR  | Merve Dinçel           |
| 5     | KSA  | Dunya Abutaleb         |
| 7     | EOR  | Dina Pouryounes        |
| 7     | MAR  | Oumaima El-Bouchti     |

#### Federgewicht (bis 57 kg)
| Platz | Land | Athletin           |
| ----- | ---- | ------------------ |
| 1     | KOR  | Kim Yu-jin         |
| 2     | IRI  | Nahid Kiani        |
| 3     | CAN  | Skylar Park        |
| 3     | BUL  | Kimia Alisadeh     |
| 5     | LBN  | Laetitia Aoun      |
| 5     | CHN  | Luo Zongshi        |
| 7     | TUR  | Hatice Kübra İlgün |
| 7     | TUN  | Chaima Toumi       |

#### Mittelgewicht (bis 67 kg)
| Platz | Land | Athletin           |
| ----- | ---- | ------------------ |
| 1     | HUN  | Viviana Márton     |
| 2     | SRB  | Aleksandra Perišić |
| 3     | USA  | Kristina Teachout  |
| 3     | BEL  | Sarah Chaâri       |
| 5     | CHN  | Song Jie           |
| 5     | UZB  | Ozoda Sobirjonova  |
| 7     | CIV  | Ruth Gbagbi        |
| 7     | THA  | Sasikarn Tongchan  |

#### Schwergewicht (über 67 kg)
| Platz | Land | Athletin             |
| ----- | ---- | -------------------- |
| 1     | FRA  | Althéa Laurin        |
| 2     | UZB  | Svetlana Osipova     |
| 3     | KOR  | Lee Da-bin           |
| 3     | TUR  | Nafia Kuş            |
| 5     | GER  | Lorena Brandl        |
| 5     | GBR  | Rebecca McGowan      |
| 7     | TJK  | Munira Abdussalomowa |
| 7     | CIV  | Astan Bathily        |

## Qualifikation
Folgende Nationen konnten sich Quotenplätze sichern:
| Nation                         | Männer          | Männer        | Männer         | Männer         | Frauen          | Frauen        | Frauen         | Frauen         | Athleten |
| Nation                         | Fliegen-gewicht | Feder-gewicht | Mittel-gewicht | Schwer-gewicht | Fliegen-gewicht | Feder-gewicht | Mittel-gewicht | Schwer-gewicht | Athleten |
| ------------------------------ | --------------- | ------------- | -------------- | -------------- | --------------- | ------------- | -------------- | -------------- | -------- |
| Ägypten                        |                 | X             | X              |                |                 |               | X              |                | 3        |
| Argentinien                    | X               |               |                |                |                 |               |                |                | 1        |
| Aserbaidschan                  | X               |               |                |                |                 |               |                |                | 1        |
| Australien                     | X               |               | X              |                |                 | X             |                |                | 3        |
| Belgien                        |                 |               |                |                |                 |               | X              |                | 1        |
| Brasilien                      |                 | X             | X              |                |                 | X             | X              |                | 4        |
| Bulgarien                      |                 |               |                |                |                 | X             |                |                | 1        |
| Burkina Faso                   |                 | X             | X              |                |                 |               |                |                | 2        |
| Chile                          |                 |               | X              |                |                 |               |                | X              | 2        |
| China                          |                 | X             |                | X              | X               | X             | X              | X              | 6        |
| Chinesisch Taipeh              |                 |               |                |                |                 | X             |                |                | 1        |
| Dänemark                       |                 |               | X              |                |                 |               |                |                | 1        |
| Deutschland                    |                 |               |                |                |                 |               |                | X              | 1        |
| Dominikanische Republik        |                 | X             |                |                |                 |               | X              |                | 2        |
| Elfenbeinküste                 |                 |               |                | X              |                 |               | X              | X              | 3        |
| Fidschi                        |                 |               |                |                |                 |               | X              | X              | 2        |
| Frankreich                     | X               | X             |                |                |                 |               | X              | X              | 4        |
| Gabun                          |                 |               |                |                |                 | X             |                |                | 1        |
| Gambia                         |                 |               |                | X              |                 |               |                |                | 1        |
| Großbritannien                 |                 | X             |                | X              |                 | X             |                | X              | 4        |
| Guinea-Bissau                  |                 |               |                | X              |                 |               |                |                | 1        |
| Hongkong                       |                 | X             |                |                |                 |               |                |                | 1        |
| Individuelle Neutrale Athleten | X               |               |                |                |                 |               |                |                | 1        |
| Iran                           |                 |               | X              | X              | X               | X             |                |                | 4        |
| Irland                         | X               |               |                |                |                 |               |                |                | 1        |
| Israel                         |                 |               |                |                | X               |               |                |                | 1        |
| Italien                        | X               |               | X              |                | X               |               |                |                | 3        |
| Jordanien                      |                 | X             | X              |                |                 |               | X              | X              | 4        |
| Kanada                         |                 |               |                |                | X               | X             |                |                | 2        |
| Kasachstan                     | X               |               | X              |                |                 |               |                |                | 2        |
| Kroatien                       |                 | X             |                | X              | X               |               |                |                | 3        |
| Kuba                           |                 |               |                | X              |                 |               |                | X              | 2        |
| Lesotho                        |                 |               |                |                | X               |               |                |                | 1        |
| Libanon                        |                 |               |                |                |                 | X             |                |                | 1        |
| Mali                           |                 |               | X              |                |                 |               |                |                | 1        |
| Marokko                        |                 |               |                |                | X               |               |                | X              | 2        |
| Mexiko                         |                 |               |                | X              | X               |               |                |                | 2        |
| Niger                          | X               |               |                | X              |                 |               |                |                | 2        |
| Nigeria                        |                 |               |                |                |                 |               | X              |                | 1        |
| Nordmazedonien                 |                 |               |                |                |                 | X             |                |                | 1        |
| Norwegen                       |                 |               |                | X              |                 |               |                |                | 1        |
| Österreich                     |                 |               |                |                |                 |               |                | X              | 1        |
| Osttimor                       |                 |               |                |                | X               |               |                |                | 1        |
| Palästina                      | X               |               |                |                |                 |               |                |                | 1        |
| Papua-Neuguinea                |                 | X             |                | X              |                 |               |                |                | 2        |
| Refugee Olympic Team           | X               | X             | X              | X              | X               |               |                |                | 5        |
| Saudi-Arabien                  |                 |               |                |                | X               |               |                |                | 1        |
| Senegal                        | X               |               |                |                |                 |               |                |                | 1        |
| Serbien                        | X               |               | X              |                |                 |               | X              |                | 3        |
| Slowenien                      |                 |               |                | X              |                 |               |                |                | 1        |
| Spanien                        | X               | X             |                |                | X               |               | X              |                | 4        |
| Südkorea                       | X               |               | X              |                |                 | X             |                | X              | 4        |
| Tadschikistan                  |                 |               |                |                |                 |               |                | X              | 1        |
| Thailand                       |                 | X             |                |                | X               |               | X              |                | 3        |
| Tschechien                     |                 |               |                |                |                 | X             |                | X              | 2        |
| Tunesien                       | X               |               | X              |                | X               | X             |                |                | 4        |
| Türkei                         |                 | X             |                | X              | X               | X             |                | X              | 5        |
| Ungarn                         | X               | X             |                |                |                 |               | X              |                | 3        |
| Uruguay                        |                 |               |                |                |                 | X             |                |                | 1        |
| Usbekistan                     |                 | X             | X              | X              |                 |               | X              | X              | 5        |
| Venezuela                      | X               |               |                |                |                 |               |                |                | 1        |
| Vereinigte Staaten             |                 |               | X              | X              |                 | X             | X              |                | 4        |
| Gesamt: 62 NOKs                | 18              | 17            | 17             | 17             | 17              | 16            | 16             | 16             | 134      |